# حاجی‌آباد کرک
'حاجی‌آباد، روستایی از توابع بخش گیان شهرستان نهاوند در استان همدان ایران است.اکثر مردم این روستا به شغل کشاورزی،صیفی کاری
و دامپروری مشغولند.

## جمعیت
این روستا در دهستان گیان قرار دارد و براساس سرشماری مرکز آمار ایران در سال ۱۳۸۵، جمعیت آن ۲۳۱ نفر (۵۷خانوار) بوده‌است.